# NHK文化センター
株式会社NHK文化センター（登記社名: 株式会社エヌエイチケイ文化センター、英: NHK Culture Center, Inc.）は、NHKの関連会社。主要事業は「カルチャー講座の企画、運営」である。他のカルチャーセンターと異なる点は、NHKの関連会社であることから、NHKの放送と連携して行われる講座も少なくない点である。また、NHKを退職したアナウンサーや現役のアナウンサーが、日本語や会話・朗読に関する講座を行うことも特徴のひとつである。
青山の本部では、「カルチャーラジオ」の公開講義の収録も行われている。

## 概要
1978年（昭和53年）12月、生涯学習に対する関心が高まるなか、NHKの放送番組制作のノウハウを生かしたカルチャーセンターとして設立された。翌年4月に東京・南青山に最初の教室を開講したのが企業の始まりである。その後、NHK本体の合理化による支局の遊休資産活用策などとしてネットワークを拡大していった。
2014年（平成26年）度には同社全体で延べ6万5千講座が開催され、延べ65万5千人の受講者があった。会員制を敷いているが、新規入会者の獲得を兼ねて、入会手続きなしで受講できる単発の安い講演も行っている。
ただしカルチャーセンター事業は「民業圧迫」の側面も否定できず、また元からの経営難やコロナ禍による移動規制が敷かれた時期もあったことから、教室網の縮小が続いている。

## 教室一覧
NHK文化センターでは、講座推進本部の下に地域本部的組織が置かれる。度重なる構造改革の結果、2023年度以降は東名阪3総支社体制に移行した。
- 東京総支社…北海道（撤退）、東北、関東甲
- 名古屋総支社…東海、北陸（無し）、信越
- 大阪総支社…関西、中国（撤退）、四国（撤退）、九州、沖縄（無し）

別途、経営計画部と経営総務室が事業の計画・管理を行う。以下配列は連携するNHK放送局の配列に従った。
| 地区名     | 教室名           | 所在地                                 | 教室開講年 | 連携放送局         |
| ---------- | ---------------- | -------------------------------------- | ---------- | ------------------ |
| 東北       | 仙台             | 仙台橋本ビルヂング2F                   | 1983年10月 | 仙台               |
| 東北       | 盛岡             | レストラン和かな盛岡本店横（単独立地） | 1995年4月  | 盛岡               |
| 東北       | 北上             | おでんせプラザぐろーぶ3F               | 2005年     | 盛岡               |
| 東北       | 郡山             | NHK郡山支局内                          | 1987年4月  | 福島               |
| 関東       | 青山             | 南青山一丁目本社入居ビル               | 1979年4月  | 首都圏             |
| 関東       | 町田             | ミーナ町田8F                           | 1984年10月 | 首都圏             |
| 関東       | 前橋             | 群馬県庁舎昭和庁舎3F                   | 1989年10月 | 前橋               |
| 関東       | 水戸             | 茨城県庁舎三の丸庁舎2F                 | 2000年4月  | 水戸               |
| 関東       | 千葉             | 塚本ビル（ヨドバシカメラが入居）8F     | 2001年4月  | 千葉               |
| 関東       | 柏               | 小田山ビル4F                           | 1993年4月  | 千葉               |
| 関東       | さいたまアリーナ | さいたまスーパーアリーナ内6F           | 2000年10月 | さいたま           |
| 中部・信越 | 名古屋           | NHK名古屋放送センター内                | 1986年4月  | 名古屋             |
| 中部・信越 | 浜松             | 浜松アクトタワー（浜松支局入居）8F     | 1994年10月 | 静岡               |
| 中部・信越 | 岐阜             | アクティブG 3F                         | 1991年4月  | 岐阜               |
| 中部・信越 | 松本iCITY21      | iCITY21アイシティ212F                  | 2001年4月  | 長野（首都圏管内） |
| 関西       | 梅田             | 梅田阪急ビルオフィスタワー17F          | 1982年4月  | 大阪               |
| 関西       | 守口             | 京阪百貨店守口店8F                     | 2006年4月  | 大阪               |
| 関西       | 京都             | 四条SETビル3F                          | 1986年4月  | 京都               |
| 関西       | 神戸             | HDC神戸6F                              | 1992年10月 | 神戸               |
| 関西       | 西宮ガーデンズ   | 阪急西宮ガーデンズ5F                   | 2008年12月 | 神戸               |
| 九州       | 熊本             | 鶴屋百貨店WING館6F                     | 1993年4月  | 熊本               |

### 閉鎖された教室
| 地区名     | 教室名                   | 所在地                                  | 開講時期              | 閉講時期                          | 連携放送局         |
| ---------- | ------------------------ | --------------------------------------- | --------------------- | --------------------------------- | ------------------ |
| 北海道     | 札幌                     | 道銀ビル12F                             | 1979年10月            | 2023年12月                        | 札幌               |
| 北海道     | 新さっぽろ               | ホクノー新札幌ビル3F                    | 1998年4月             | 2020年3月31日 →札幌教室に統合     | 札幌               |
| 東北       | 山形                     | 山交ビル8F                              | 1999年4月             | 2015年3月31日                     | 山形               |
| 東北       | 庄内                     | NHK鶴岡支局旧会館内 →銀座通り商店街内   | 1991年4月             | 2021年3月31日                     | 山形               |
| 東北       | 福島                     | チェンバおおまち2F                      |                       | 2016年3月31日                     | 福島               |
| 東北       | いわき                   | NHKいわき支局内                         | 1990年4月             | 2021年3月31日                     | 福島               |
| 東北       | 青森                     | 青森ワシントンホテル3F                  | 1996年10月            | 2019年12月                        | 青森               |
| 東北       | 弘前                     | NHK弘前支局内                           | 1986年4月             | 2021年3月31日                     | 青森               |
| 東北       | 八戸                     | NHK八戸支局内                           | 1989年10月            | 2019年3月31日                     | 青森               |
| 関東       | 練馬光が丘               | 光が丘IMA中央館4F                       | 1987年4月             | 2019年9月30日                     | 首都圏             |
| 関東       | 八王子                   | 八王子ファーストスクエア10F             | 1998年4月             | 2020年9月30日                     | 首都圏             |
| 関東       | 横浜ランドマークタワー   | 横浜ランドマークプラザ5F                | 1996年4月             | 2022年3月31日                     | 横浜               |
| 関東       | ユーカリが丘             | ウエストタワー2F                        | 1993年4月             | 2019年9月30日                     | 千葉               |
| 関東       | 宇都宮                   | うつのみや表参道スクエア3F              | 1985年10月            | 2021年3月31日                     | 宇都宮             |
| 関東       | 川越                     | 中原町ビル3F                            | 1984年4月             | 2023年3月31日                     | さいたま           |
| 中部・信越 | 豊橋                     | NHK豊橋支局内                           | 1981年4月             | 2023年3月31日                     | 名古屋             |
| 中部・信越 | 松本                     | NHK松本支局内                           | 1990年4月             | 2024年3月31日                     | 長野（首都圏管内） |
| 中部・信越 | 新潟                     | プレイス新潟ビル8F                      | 1983年4月             | 2019年9月30日                     | 新潟（首都圏管内） |
| 関西       | 京橋                     | K2ビル3F                                | 2009年4月             | 2018年3月31日 →梅田教室に統合     | 大阪               |
| 中国       | 広島                     | 愛媛ビル3F                              | 1992年4月             | 2024年3月31日                     | 広島               |
| 中国       | 福山                     | NHK福山支局旧会館内 →アイネスフクヤマ2F | 1985年4月             | 2022年3月31日                     | 広島               |
| 中国       | 鳥取                     | アクティビル7F                          | 1988年4月             | 2020年9月30日                     | 鳥取               |
| 中国       | 米子                     | 現JU米子髙島屋第2駐車場ビル1F           | 1995年4月             | 2021年3月31日                     | 鳥取               |
| 中国       | 山口                     | NHK山口放送局旧会館内 →どうもんパーク2F | 1996年開講 2008年移転 | 2014年3月31日                     | 山口               |
| 四国       | 松山                     | 明治安田松山第二番町ビル5F              | 1988年4月             | 2020年9月30日                     | 松山               |
| 四国       | 徳島                     | 徳島駅前濱口ビル8F                      | 2001年4月             | 2019年3月31日                     | 徳島               |
| 四国       | 高松・高松丸亀町分室     | フェスタビル3F                          |                       | 2022年3月31日 →高松教室本体に統合 | 高松               |
| 四国       | 高松・西村ジョイ屋島分室 | 西村ジョイ屋島店1F資材館入口横          |                       | 2022年3月31日 →高松教室本体に統合 | 高松               |
| 四国       | 高松                     | TAKAMATSU ORNE３階                      | 1992年                |                                   |                    |
| 九州       | 福岡                     | 博多リバレインセンタービル11F           | 1989年4月             | 2020年9月30日                     | 福岡               |
| 九州       | 北九州                   | 北九州市商工貿易会館3F                  | 1998年10月            | 2017年9月28日                     | 北九州             |
| 九州       | 大分                     | オアシスひろば21（大分局入居）B1F       | 1994年4月             | 2021年3月31日                     | 大分               |